# DJ Got Us Fallin' in Love
DJ Got US Falling in Love — міні-альбом шведського рок-гурту Her Bright Skies, який вийшов у 2012 році під лейблом Panic & Action. До альбому увійшли 5 композицій, на дві з яких було відзнято відеокліпи: DJ Got US Falling in Love (2011) та акустична версія Heartbreaker (2012). Також у 2012 році було знято кліп на пісню Lovekills, але вона не увійшла до даного альбому. Пісня «DJ Got Us Falling in Love» стала кавером співака Usher.

## Список композицій
1. DJ Got Us Fallin In Love
2. Sold Our Souls (To Rock & Roll) [Acoustic Version]
3. Heartbreaker [Acoustic Version]
4. Hollywood Dreamin' [Acoustic Version]
5. I Love The Bomb [Acoustic Version]